# Mimetillus moloneyi
Mimetillus moloneyi је врста слепог миша из породице вечерњака (лат. Vespertilionidae).

## Распрострањење
Врста има станиште у Анголи, Габону, Гани, ДР Конгу, Екваторијалној Гвинеји, Етиопији, Замбији, Камеруну, Кенији, Либерији, Мозамбику, Нигерији, Обали Слоноваче, Републици Конго, Сијера Леонеу, Судану, Танзанији, Тогу, Уганди и Централноафричкој Републици.

## Станиште
Врста Mimetillus moloneyi има станиште на копну.
Врста је по висини распрострањена до 2.300 метара надморске висине.

## Угроженост
Ова врста није угрожена, и наведена је као последња брига јер има широко распрострањење.

### Популациони тренд
Популациони тренд је за ову врсту непознат.